# Amedeo Amadeo
Amedeo Amadeo (ur. 8 września 1946 w Bergamo) – włoski lekarz i polityk, poseł do Parlamentu Europejskiego IV kadencji.

## Życiorys
Absolwent medycyny i chirurgii na Università degli Studi di Milano (1973). Specjalizacje z zakresu endokrynologii, medycyny sportowej i chorób wewnętrznych uzyskiwał na Uniwersytecie w Pawii. Pracował w szpitalach w Trescore Balneario, Alzano Lombardo i Gazzanidze, od 1990 kierując oddziałami ratunkowymi dwóch ostatnich jednostek. W latach 1994–1999 z ramienia Sojuszu Narodowego sprawował mandat eurodeputowanego, pozostając deputowanym niezrzeszonym, pracując w Komisji ds. Petycji oraz w Komisji ds. Środowiska Naturalnego, Zdrowia Publicznego i Ochrony Konsumentów. W 2000 objął stanowisko dyrektora generalnego szpitala Bolognini w Seriate.